# Norops granuliceps
Norops granuliceps är en ödleart som beskrevs av  George Albert Boulenger 1898. Norops granuliceps ingår i släktet Norops och familjen Polychrotidae. IUCN kategoriserar arten globalt som livskraftig. Inga underarter finns listade i Catalogue of Life.